# Pečurice
Pečurice este un sat din comuna Bar, Muntenegru. Conform datelor de la recensământul din 2003, localitatea are 466 de locuitori (la recensământul din 1991 erau 205 locuitori).

## Demografie
În satul Pečurice locuiesc 364 de persoane adulte, iar vârsta medie a populației este de 41,1 de ani (42,3 la bărbați și 40,0 la femei). În localitate sunt 166 de gospodării, iar numărul mediu de membri în gospodărie este de 2,77.
Populația localității este foarte eterogenă.
|  |

| Demografie | Demografie | Demografie |
| An         | Locuitori  | Locuitori  |
| ---------- | ---------- | ---------- |
|            |            |            |
|            |            |            |
|            |            |            |
|            |            |            |
| 1948       | 187        |            |
| 1953       | 193        |            |
| 1961       | 198        |            |
| 1971       | 191        |            |
| 1981       | 188        |            |
| 1991       | 205        | 187        |
| 2003       | 539        | 466        |

| \| Componența etnică conform recensământului din 2003[2] \| Componența etnică conform recensământului din 2003[2] \| Componența etnică conform recensământului din 2003[2] \| Componența etnică conform recensământului din 2003[2] \| Componența etnică conform recensământului din 2003[2] \| \| ----------------------------------------------------- \| ----------------------------------------------------- \| ----------------------------------------------------- \| ----------------------------------------------------- \| ----------------------------------------------------- \| \| \| \| \| \| \| \| Muntenegreni \| Muntenegreni \| \| 139 \| 29,82% \| \| Musulmani \| Musulmani \| \| 136 \| 29,18% \| \| Sârbi \| Sârbi \| \| 92 \| 19,74% \| \| Bosniaci \| Bosniaci \| \| 48 \| 10,3% \| \| Albanezi \| Albanezi \| \| 12 \| 2,57% \| \| Maghiari \| Maghiari \| \| 4 \| 0,85% \| \| Croați \| Croați \| \| 1 \| 0,21% \| \| Germani \| Germani \| \| 1 \| 0,21% \| \| Macedoneni \| Macedoneni \| \| 1 \| 0,21% \| \| necunoscută \| necunoscută \| \| 15 \| 3,21% \| |              |  |     |        |
| Componența etnică conform recensământului din 2003 |              |  |     |        |
| |              |  |     |        |
| Muntenegreni | Muntenegreni |  | 139 | 29,82% |
| Musulmani | Musulmani    |  | 136 | 29,18% |
| Sârbi | Sârbi        |  | 92  | 19,74% |
| Bosniaci | Bosniaci     |  | 48  | 10,3%  |
| Albanezi | Albanezi     |  | 12  | 2,57%  |
| Maghiari | Maghiari     |  | 4   | 0,85%  |
| Croați | Croați       |  | 1   | 0,21%  |
| Germani | Germani      |  | 1   | 0,21%  |
| Macedoneni | Macedoneni   |  | 1   | 0,21%  |
| necunoscută | necunoscută  |  | 15  | 3,21%  |